# Iglesia ortodoxa de Jerusalén
La Iglesia ortodoxa de Jerusalén o Iglesia greco-ortodoxa de Jerusalén (en árabe: كنيسة الروم الأرثوذكس في القدس‎, romanizado: Kanisatt Ar-rum al-Urtudoks fi al-Quds; en hebreo: הפטריארכיה היוונית-אורתודוקסית של ירושלים‎), oficialmente Patriarcado de Jerusalén (en griego: Πατριαρχεῖον Ἱεροσολύμων), es una de las Iglesias autocéfalas que conforman la Iglesia ortodoxa y uno de los cinco antiguos patriarcados anteriores al Gran Cisma. Está encabezada por el patriarca ortodoxo griego de Jerusalén, cuya sede es la basílica del Santo Sepulcro en Jerusalén Este (compartida con otras Iglesias) y ocupa el cuarto lugar de precedencia entre los patriarcas de la Iglesia ortodoxa.

## Particularidades

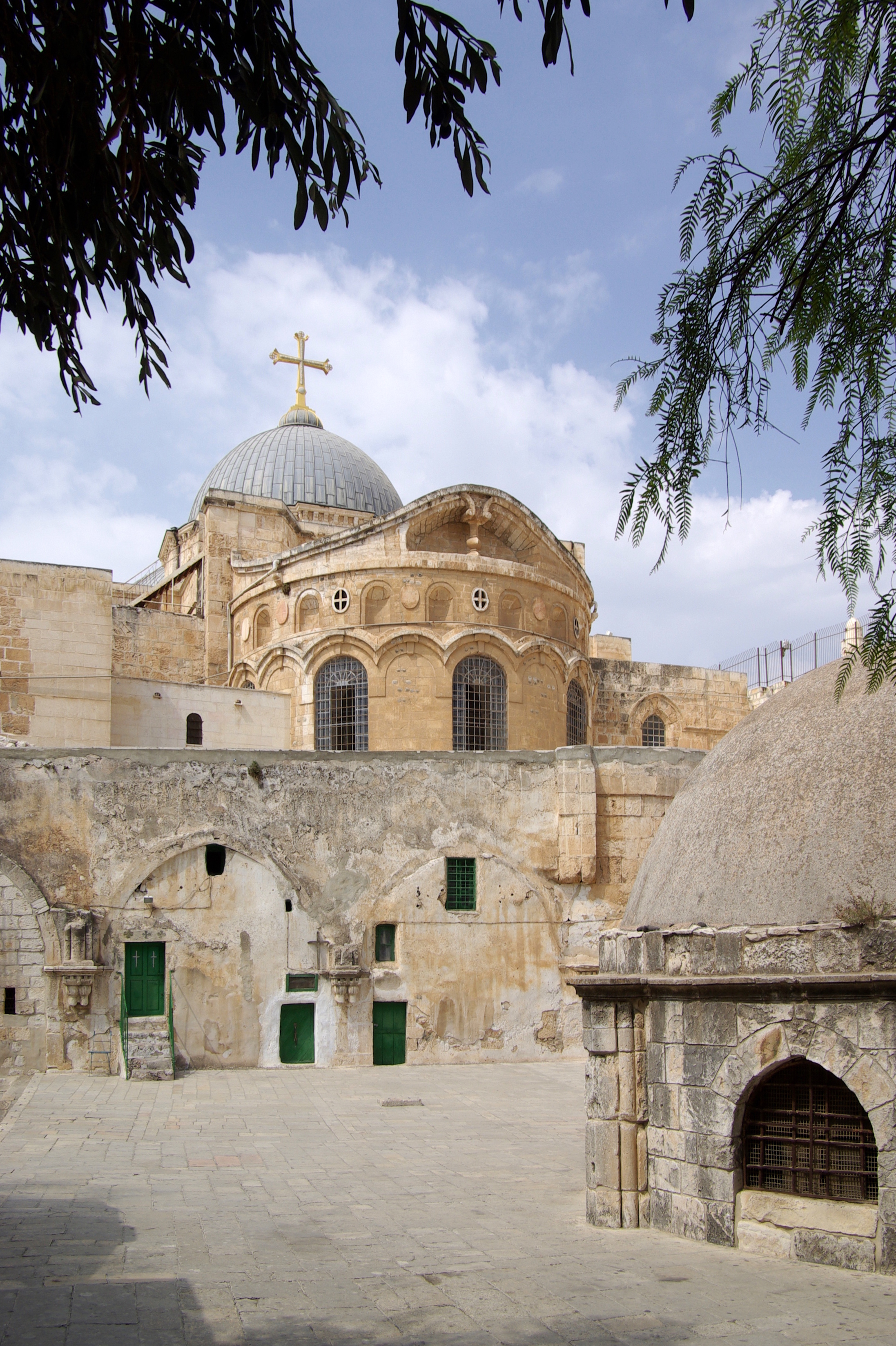
Vista de la basílica del Santo Sepulcro, conocida como la iglesia de la Anástasis (Resurrección).

Es considerada por los cristianos ortodoxos como la Iglesia madre de toda la cristiandad, ya que fue en Jerusalén en donde fue fundada la Iglesia cristiana en el día de Pentecostés. Según la creencia cristiana, ese día el Espíritu Santo descendió sobre los discípulos de Jesucristo (Hechos 2:1-41). La liturgia de esta Iglesia se celebra en rito bizantino, cuyo lengua original es el  koiné, el idioma original del Nuevo Testamento, y sigue su propio calendario festivo preservando el calendario juliano. Es también llamada frecuentemente en griego: Σιωνίτις Εκκλησία, traducido como Iglesia de Sion.
El número de cristianos ortodoxos en Tierra Santa se estima en alrededor de 400 000 fieles en Israel, Palestina y Jordania. La mayoría de los miembros de la Iglesia son palestinos y jordanos, pero también hay muchos rusos, rumanos y georgianos. La jerarquía de la Iglesia está dominada por el clero griego, que frecuentemente excluye a la mayoría árabe de las filas superiores de la Iglesia. En el clero palestino nativo, algunos buscan nacionalizar el liderazgo de su Iglesia. Este ha sido un fuerte asunto de disputa en el patriarcado, ya que los griegos están respaldados por el Gobierno de Grecia, Israel y el patriarca de Constantinopla.

## Historia

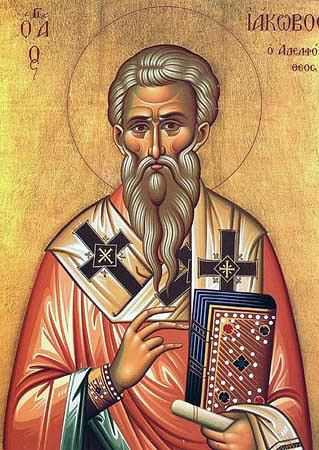
Santiago el Justo, primer obispo de Jerusalén.

Desde el año 33 en Jerusalén se encontró el Sínodo de los Apóstoles de Jesús que evangelizaban en las tierras de Judea, fue esta ciudad la única sede de todos los apóstoles de Jesús por un breve tiempo y la única con este alto privilegio; y fue delegada a Santiago el Justo, el hermano del Señor, quien fue su primer obispo. Ahora bien, Santiago el Justo fue el líder de esta comunidad aun estando allí presentes por algún tiempo los otros grandes apóstoles como Juan el Evangelista o San Pedro, antes de que estos fueren a Éfeso o Antioquía del Orontes y Roma respectivamente.
Con la expansión del cristianismo, sin embargo, a causa de las crecientes persecuciones en Judea, la importancia de la sede de Jerusalén decreció. Durante el Concilio de Nicea I en 325, el obispo de Aelia Capitolina, la colonia romana fundada en Jerusalén tras la rebelión de Bar Kojba, no era ni siquiera el cargo eclesiástico más alto de la provincia, sino que estaba supeditado al metropolitano de Cesarea Marítima; sin embargo, el concilio dio al obispo cierta preeminencia no muy bien definida en su séptimo canon. Su prestigio fue creciendo gradualmente, y en un decreto de la séptima sesión del concilio de Calcedonia (451) se le reconoció el rango de patriarca (título no usado todavía en ese siglo), junto con los de Roma, Constantinopla, Alejandría y Antioquía.
Rompió su relación con la Iglesia de Roma en el Gran Cisma del año 1054 donde el patriarcado de Jerusalén se mostró a favor de la Iglesia de Constantinopla, pero su ruptura definitiva con el obispo de Roma fue oficialmente en 1099 con los hechos del Sitio de Jerusalén.
Después de asumir el cargo el patriarca Teófilo III el 24 de noviembre de 2005, solo en 2007 recibió el reconocimiento del estado de Israel. El anterior patriarca, Ireneo I, fue depuesto por el Santo Sínodo por la enajenación a inversores israelíes de terrenos pertenecientes al patriarcado. No reconoció su propia renuncia y la elección de su sucesor y sostiene que él sigue siendo el verdadero patriarca.

## Organización
El patriarca ortodoxo de Jerusalén es asistido por un sínodo de 17 miembros que él preside. En 2019 está compuesto por el patriarca, 4 metropolitanos, 6 arzobispos y 7 archimandritas. Es elegido de entre los miembros de una hermandad monástica, la Santa Hermandad del Santo Sepulcro, que en 2019 tiene 116 religiosos, mayormente de origen griego y que comprende a todos los religiosos del patriarcado: el patriarca, 8 metropolitanos, 15 arzobispos, 50 archimandritas, 5 hieromonjes, 1 archidiácono, 3 hierodiáconos y 33 monjes. La catedral del patriarcado es la basílica del Santo Sepulcro, en donde se encuentra la silla patriarcal, el Catholicon.

### Metropolitanatos residenciales
El patriarcado cuenta con 2 metropolitanatos en Galilea (Israel):
- Santo metropolitanato de Tolemaida: su catedral es la iglesia de San Jorge en Acre. Cuenta con otras 13 iglesias en: Mpeane, Jadeidi, Makr, Ma'alot-Tarshiha, Ambelin, Peqi'in, Kfar Yossef, Sajnin, Rama, Shefa-'Amr, Abu Snan y Saab.

- Santo metropolitanato de Nazaret, exarca de toda Galilea: su catedral es la iglesia de San Jorge en Nazaret. Cuenta con la iglesia ortodoxa griega de la Anunciación en Nazaret, y otras 6 iglesias en: Eilabun, Tur'an, Yafa an-Naseriyye, Reineh, Mudzentel y Maalul.

### Jurisdicción patriarcal
En el resto del territorio canónico el patriarca tiene directa jurisdicción. En Jerusalén se hallan: la iglesia de la Resurrección (Santo Sepulcro), 24 monasterios, 3 conventos de monjas, 2 capillas y la catedral de Santiago el Hermano de Señor. Otros 30 monasterios se hallan fuera de Jerusalén. En Cisjordania existen 9 iglesias en: Beit Sahour, Birzeit, Jifna, Taybeh, Ein Arik, Abud, Tulkarem, Zababdeh y Toumbas. 
El patriarca tiene comisionados patriarcales en:
- Comisión patriarcal en Amán (Jordania). Existen en el área de Amán las catedrales del Hipapante del Señor y de la Anunciación de Theotokos y la iglesia de la Transfiguración del Señor, y 6 iglesias en Hilda, Abunser, Jabal Taj, Jabal Hashmi, Marka y Marj al-Hamam. Fuera del área metropolitana existen otras 10 iglesias en: Salt (2), Ermamen, Safout, Zarqa, Ader, Hmoud, Rabba, Áqaba y la ribera del río Jordán. En Dibbeen hay un monasterio.

- Comisión patriarcal en Jaffa (Israel). En Jaffa hay un monasterio, una iglesia para la comunidad de habla árabe y otra para las comunidades de habla rusa y rumana.

- Comisión patriarcal en Gaza (Palestina). Hay un monasterio en Gaza.

- Comisión patriarcal en el Norte de Jordania (con sede en Irbid). Tiene 9 iglesias en: Irbid, Gerasa, Anjara, Antzloun, Wahanthe, Satana, Housoun, Sareh y Mafraq.

- Comisión patriarcal en Madaba (Jordania). Tiene 2 iglesias en Madaba.

- Comisión patriarcal en Catar. (con sede en Doha). Tiene una iglesia en Doha y una casa de plegarias en Jor. El patriarcado de Jerusalén tiene una disputa con la Iglesia ortodoxa de Antioquía por la jurisdicción sobre Catar. El 4 de marzo de 2013 el patriarcado de Jerusalén designó un arzobispo para Catar, lo que provocó una protesta del Sínodo del patriarcado de Antioquía, que el 26 de junio de 2015 tomó la decisión final de romper "toda comunión eclesial" con el patriarcado de Jerusalén.

### Representantes fuera del territorio canónico
Fuera del territorio canónico el patriarcado tiene:
- Exarcado del Santo Sepulcro en Grecia, con sede en Atenas. Cuenta con 5 iglesias, 2 monasterios y varias capillas.
- Exarcado del Santo Sepulcro en Chipre, con sede en Nicosia. Cuenta con iglesias y un monasterio. Otros 3 monasterios fueron cerrados luego de la invasión turca de 1974.
- Comisión patriarcal en Constantinopla, con sede en Estambul, Turquía. Tiene 4 iglesias.
- Comisión patriarcal en Moscú, Rusia. Tiene una iglesia.

En Estados Unidos hay un monasterio remanente en Long Island. Las 15 parroquias y dos monasterios que el patriarcado de Jerusalén tenía en los Estados Unidos formaban el exarcado del Santo Sepulcro en América. En 2002 pasó a ser el vicariato de las comunidades palestino-jordanas en los Estados Unidos. El 5 de agosto de 2008 el vicariato fue transferido a la jurisdicción del patriarcado de Constantinopla, bajo la autoridad del arzobispo de América.

### Sedes titulares
El patriarcado conserva como sedes titulares a:
- Los metropolitanatos de: Petra y exarcado de Arabia Pétrea, Flavia Neapolis, Capitolias, Bosra, Eleuterópolis, Filadelfia, Helenópolis, Cesarea y exarcado de Palestina I, Escitópolis.
- Los arzobispados de: Gerasa, Tiberíades, Abila, Joppe, Constantina, Monte Tabor, Sebaste, Lydda, Hierápolis, Anthedona, Pella, Kyriakoupolis, Madaba, Diocesarea.

### Iglesia autónoma del Sinaí
La Iglesia del Sinaí es una Iglesia ortodoxa cuyo territorio canónico consiste en la península del Sinaí en Egipto. Se centra en el monasterio de Santa Catalina al pie del monte Sinaí. Existen diferencias de opiniones sobre si esta Iglesia es totalmente autocéfala o simplemente autónoma, el sitio web oficial del monasterio dice que su primado es autocéfalo ya que no está sujeto a ningún patriarca ni sínodo. Por lo general es considerada una Iglesia ortodoxa autónoma dentro del patriarcado greco-ortodoxo de Jerusalén, ya que su primado, el arzobispo del Monte Sinaí, Faran y Raitu y abad del monasterio, es tradicionalmente consagrado por el patriarca de Jerusalén. Este patriarca es conmemorado en la liturgia ortodoxa sinaítica. 